# J.F.L. Blankenberg
Johan Frederik Lodewijk Blankenberg (Haarlem, 3 april 1888 - Oegstgeest, 1 juni 1958) was een Nederlands architect.

## Leven en werk
Blankenberg werd in 1888 geboren als zoon van Willem Reinier Blankenberg en Marie Anne Tilanus. Hij werd opgeleid aan de TU Delft. Hij vertrok in 1915 naar het toenmalige Nederlands-Indië, waar hij aanvankelijk werkzaam was voor het ingenieursbureau Bakker en Meyboom. In 1922 vestigde hij zich als zelfstandig architect in Batavia. Hij was vooral actief in de utiliteitsbouw en woningbouw en ontwierp in samenwerking met zijn compagnons J.H. Dumont (tussen 1926 en 1933) en W.Prey (van 1935 tot 1949) diverse bouwwerken. Hij ontwierp onder meer flatgebouwen, een bedrijfscomplex van General Motors, een zendstation en een studio voor de Nederlandsch-Indische Omroep, diverse luxueuze woningen (waaronder het latere woonhuis van de ambassadeur van de Verenigde Staten, een bierbrouwerij en winkels. Blankenberg was van 1936 tot 1938 voorzitter van de Nederlandsch-Indische Architectenkring (NIAK). Na de Tweede Wereldoorlog werkte hij in de periode 1948-1952 onder directie van A.W. Gmelig Meyling.
In 1944 werd zijn zoon Hans Blankenberg (geb. 1920), die actief was in het verzet, door de Duitsers op de Veluwe vermoord. Blankenberg ontwierp zijn graf te Nunspeet.
Blankenberg overleed in juni 1958 op 70-jarige leeftijd in Oegstgeest. Na zijn overlijden werd een door hem ontworpen weverij in Jakarta gerealiseerd.

## Bouwwerken (selectie)
| Bouw | Naam                                      | Plaats        | Bijzonderheden                                                | Afbeelding |
| ---- | ----------------------------------------- | ------------- | ------------------------------------------------------------- | ---------- |
| 1922 | Flatgebouw Tanah Abang                    | Jakarta       |                                                               |            |
| 1925 | Complex ‘General Motors Corporation’      | Tanjung Priok |                                                               |            |
| 1926 | Directiewoning ‘Wellenstein en Krausse’   |               | Tegenwoordig is dit het woonhuis van de ambassadeur van de VS |            |
| 1927 | Flatgebouw ‘Box Chambers’                 |               |                                                               |            |
| 1927 | Woning van de Britse Consul-generaal      |               |                                                               |            |
| 1930 | Bierbrouwerij Java Bier                   | Soerabaja     |                                                               |            |
| 1935 | Winkelpui Au Bon Marché                   |               |                                                               |            |
| 1936 | Protestantse kerk                         | Bandung       |                                                               |            |
| 1937 | Woning van de Japanse Consul-Generaal     |               |                                                               |            |
| 1939 | Het grafmonument van Jan Pieterszoon Coen | Batavia       |                                                               |            |
| 1939 | J.P. Coenmuseum                           | Batavia       | Tegenwoordig Wajangmuseum                                     |            |